# Safri Duo
Safri Duo är en dansk musikduo bestående av Uffe Savery (född 1966) och Morten Friis (född 1968). Deras kännetecken är slagverk i kombination med electronica. De är klassiskt skolade från början men slog igenom stort i Europa år 2000 med låten "Played-A-Live (The Bongo Song)".

## Diskografi
Studioalbum
- 1990 - Turn Up Volume
- 1995 - Percussion Transcriptions
- 1995 - Works for Percussion
- 1995 - Lutoslawski, Bartók, Helweg
- 1996 - Goldrush
- 1998 - Bach to the Future
- 2001 - Episode II
- 2003 - Safri Duo 3.0
- 2004 - Safri Duo 3.5
- 2008 - Origins

Samlingsalbum
- 2010 - Greatest Hits

Singlar
- 2001 - "Played-A-Live (The Bongo Song)"
- 2001 - "Samb-Adagio"
- 2001 - "Baya Baya"
- 2002 - "Sweet Freedom" (med Michael McDonald)
- 2003 - "Fallin' High"
- 2003 - "All the People in the World" (med Clark Anderson)
- 2004 - "Rise (Leave Me Alone)" (med Clark Anderson)
- 2004 - "Knock on Wood" (med Clark Anderson)
- 2008 - "Twilight"
- 2010 - "Helele" (med Velile)
- 2010 - "Mad World" (med Michael Parsberg & Isam B)
- 2013 - "Dimitto (Let Go)" (med Kato & Bjørnskov)